# Nedașkivka, Narodîci
Nedașkivka (în ucraineană Недашківка) este un sat în comuna Holubievîci din raionul Narodîci, regiunea Jîtomîr, Ucraina.

## Demografie
Componența lingvistică a localității Nedașkivka
     Ucraineană (100%)
Conform recensământului din 2001, toată populația localității Nedașkivka era vorbitoare de ucraineană (100%).